# Тернопільська обласна наукова медична бібліотека
Тернопільська обласна наукова медична бібліотека — культурно-освітня комунальна установа Тернопільської обласної ради в м. Тернополі. Підпорядкована Міністерству охорони здоров'я України.

## Історія
Заснована в жовтні 1945.
Бібліотека розташовувалася по вул. Князя Острозького, нині — на вулиці Руській, 29. 
26 травня 2021 року депутати Тернопільської обласної ради ухвалили рішення щодо реорганізації бібліотеки: її приєднали до Тернопільської обласної універсальної наукової бібліотеки.

## Фонд
Початковий фонд бібліотеки нараховував 365 примірників документів.
Нині фонд нараховує 186 878 примірників книг і періодичних видання (543 назв) українською та іноземними мовами.

## Структура
У бібліотеці — абонемент, читальний зал, відділ обробки та комплектування літератури, відділ наукової медичної інформації.

## Час роботи
Бібліотека працює з 09.00 до 18.00
Вихідний: субота, неділя.